# Rhopalaea tenuis
Rhopalaea tenuis är en sjöpungsart som först beskrevs av Sluiter 1904.  Rhopalaea tenuis ingår i släktet Rhopalaea och familjen Diazonidae. Inga underarter finns listade i Catalogue of Life.